# Пуерто-Десеадо
Пуерто-Десеадо (ісп. Puerto Deseado) — місто на півдні Аргентини у провінції Санта-Крус, департамент Десеадо.

## Географія
Лежить на березі Атлантичного океану у гирлі Ріо-Десеадо

### Клімат
Місто знаходиться у зоні, котра характеризується кліматом помірних степів. Найтепліший місяць — січень із середньою температурою 15.1 °C. Найхолодніший місяць — липень, із середньою температурою 3.9 °С.
| Клімат Пуерто-Десеадо   | Клімат Пуерто-Десеадо | Клімат Пуерто-Десеадо | Клімат Пуерто-Десеадо | Клімат Пуерто-Десеадо | Клімат Пуерто-Десеадо | Клімат Пуерто-Десеадо | Клімат Пуерто-Десеадо | Клімат Пуерто-Десеадо | Клімат Пуерто-Десеадо | Клімат Пуерто-Десеадо | Клімат Пуерто-Десеадо | Клімат Пуерто-Десеадо | Клімат Пуерто-Десеадо |
| Показник                | Січ.                  | Лют.                  | Бер.                  | Квіт.                 | Трав.                 | Черв.                 | Лип.                  | Серп.                 | Вер.                  | Жовт.                 | Лист.                 | Груд.                 | Рік                   |
| Абсолютний максимум, °C | 34                    | 36                    | 32                    | 31                    | 18                    | 23                    | 17                    | 21                    | 30                    | 28                    | 30                    | 32                    | 36                    |
| Середній максимум, °C   | 21,5                  | 21                    | 19,4                  | 15,6                  | 11,2                  | 7,5                   | 7,5                   | 9,6                   | 12                    | 15,7                  | 18,9                  | 20,7                  | 15,1                  |
| Середня температура, °C | 15,1                  | 14,8                  | 13,2                  | 10,2                  | 7                     | 4                     | 3,9                   | 5,1                   | 7                     | 9,6                   | 12,6                  | 14                    | 9,7                   |
| Середній мінімум, °C    | 10                    | 9,6                   | 8,2                   | 5,6                   | 3                     | 0,6                   | 0,6                   | 1,2                   | 2,5                   | 4,4                   | 7,3                   | 8,6                   | 5,1                   |
| Абсолютний мінімум, °C  | 3                     | 2                     | 0                     | 0                     | −5                    | −6                    | −8                    | −8                    | −3                    | 0                     | −6                    | 1                     | −8                    |
| Норма опадів, мм        | 20                    | 10                    | 10                    | 20                    | 30                    | 20                    | 20                    | 10                    | 10                    | 10                    | 10                    | 10                    | 220                   |
| Днів з опадами          | 8                     | 6                     | 5                     | 7                     | 8                     | 8                     | 7                     | 7                     | 7                     | 6                     | 5                     | 7                     | 81                    |
| Вологість повітря, %    | 55                    | 56                    | 60                    | 66                    | 72                    | 77                    | 77                    | 71                    | 65                    | 59                    | 56                    | 55                    | 64.1                  |
| ----------------------- | --------------------- | --------------------- | --------------------- | --------------------- | --------------------- | --------------------- | --------------------- | --------------------- | --------------------- | --------------------- | --------------------- | --------------------- | --------------------- |
| Джерело: Weatherbase    |                       |                       |                       |                       |                       |                       |                       |                       |                       |                       |                       |                       |                       |